# 拉孔达米讷-沙特拉尔
拉孔达米讷-沙特拉尔（法語：La Condamine-Châtelard，法語發音：[la kɔ̃damin ʃatlaʁ]）是法国上普罗旺斯阿尔卑斯省的一个市镇，属于巴瑟洛内特区。该市镇由拉孔达米讷（La Condamine）和勒沙特拉尔（Le Châtelard）等多个村庄组成。

## 地理
拉孔达米讷-沙特拉尔（44°27'29"N, 6°44'45"E）面积56.08 平方千米，位于法国普罗旺斯-阿尔卑斯-蓝色海岸大区上普罗旺斯阿尔卑斯省，该省份为法国东南部内陆省份，北起上阿尔卑斯省，西接沃克吕兹省，西北接德龙省，南至瓦尔省，东临滨海阿尔卑斯省，东北部与意大利接壤。
与拉孔达米讷-沙特拉尔接壤的市镇（或旧市镇、城区）包括：福孔德巴瑟洛内特、若西耶、于拜河畔圣保罗、圣庞斯、克雷武、莱索尔、瓦勒多罗奈。

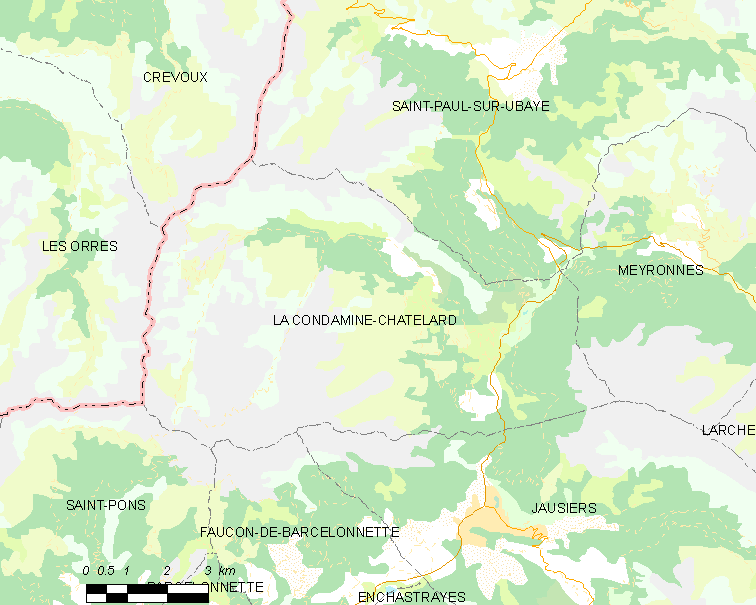
拉孔达米讷-沙特拉尔的OSM定位图

拉孔达米讷-沙特拉尔的时区为UTC+01:00、UTC+02:00（夏令时）。

## 行政
拉孔达米讷-沙特拉尔的邮政编码为04530，INSEE市镇编码为04062。

## 政治
拉孔达米讷-沙特拉尔所属的省级选区为巴瑟洛内特县。

## 人口

1962-2008年间拉孔达米讷-沙特拉尔人口变化图示

拉孔达米讷-沙特拉尔于2022年1月1日时的人口数量为156人。